# Fritz Kehl
Fritz Kehl (Biel, 12 de julho de 1937) é um ex-futebolista suíço que atuava como defensor.

## Carreira
Fritz Kehl fez parte do elenco da Seleção Suíça de Futebol, na Copa do Mundo de 1962.